# Дессауїт-(Y)
Дессауїт-(Y) (мосит) – мінерал загального складу: X2Y5O12, де Х = U, Ce, La, Fe2+, Fe3+. Y = Ti, Fe3+, Cr, V.
Сингонія тригональна.
Густина 5.
Твердість 4,5.
Колір чорний.
В тонких сколах — коричневий.
Розповсюдження: Івеланд (Норвегія), Радіум-Гілл (Оларі, Півд. Австралія).